# Andrea Vaccaro
Pour les articles homonymes, voir Famille Vaccaro.
Andrea Vaccaro (Naples, 1604 - Naples, 1670) est un peintre italien baroque de l'école napolitaine qui imita le Caravage pour ses clairs-obscurs et le style de Guido Reni pour les traits des personnages sur les conseils de Massimo Stanzione. Son fils, Nicola Vaccaro, est également peintre.

## Biographie

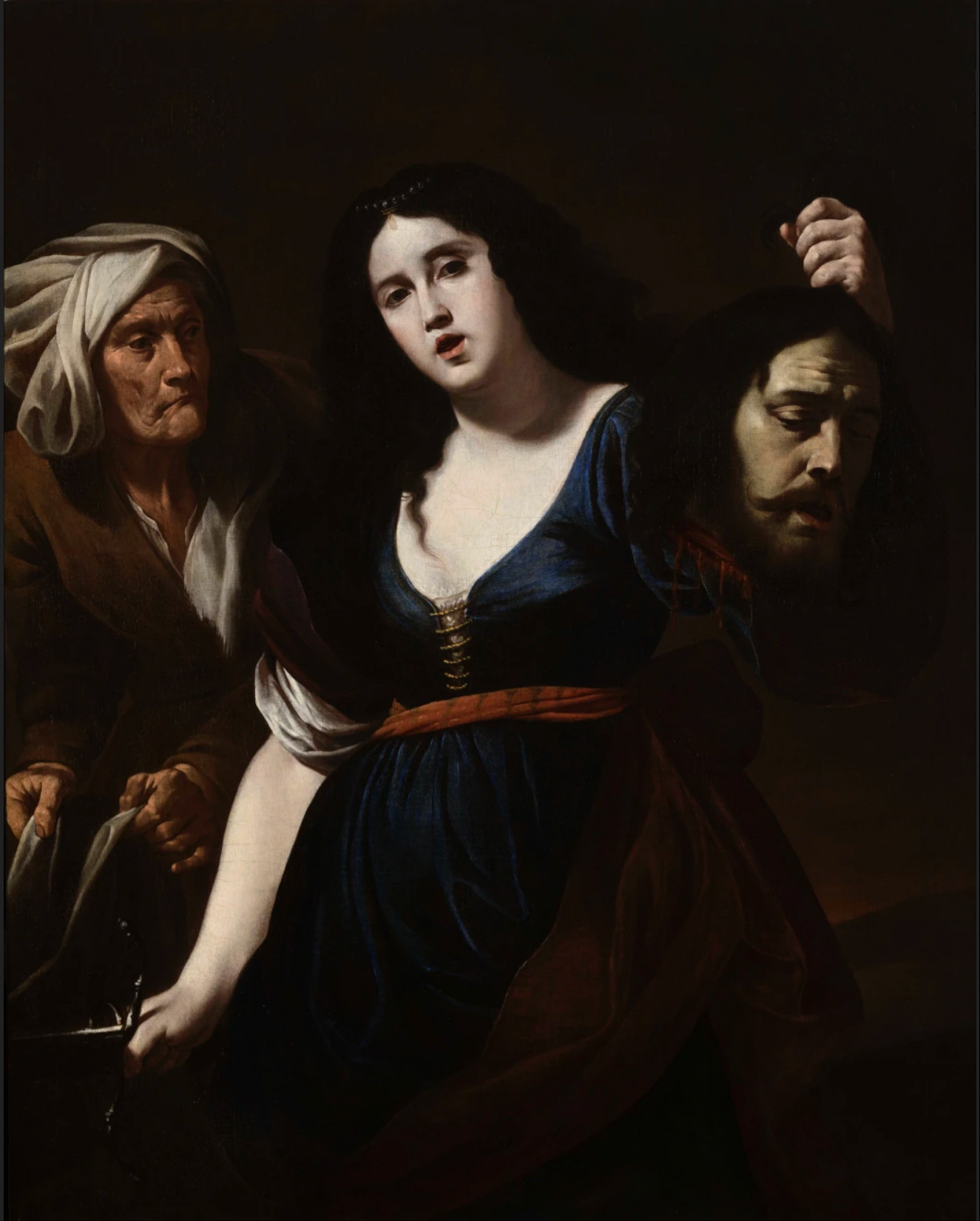
Judith avec la tête d'Holopherne (vers 1630).

Les détails sur les débuts d'Andrea Vaccaro sont rares. Andrea Vaccaro est né à Naples en tant que fils de Pietro Baccaro et Gioanna di Glauso. Son père exerce la profession d'avocat. Vaccaro s'applique d'abord à l'étude de la littérature. Il se tourne ensuite vers l'art. Tandis qu'auparavant on pensait qu'il fait son apprentissage chez le peintre maniériste tardif Girolamo Imparato, on sait maintenant qu'Imparato est décédé en 1607 et ne peut donc pas être son professeur. Andrea Vaccaro a 16 ans quand il commence son apprentissage chez Giovanni Tommaso Passaro, un artiste mineur. Aucune œuvre de cette première phase de sa carrière n'a été conservée.
Le 16 février 1628, Angela Geronima, enfant du jeune artiste et de sa première épouse, est baptisée. Cela suggère qu'il a déjà fondé une famille à ce moment-là. Aucune autre information sur ce premier mariage n'est disponible.
Ses peintures de peu après 1620 montrent l'influence du Caravage et de ses disciples napolitains. Après 1630, Vaccaro prend connaissance de l'œuvre de Guido Reni, Antoine van Dyck et Pietro Novelli. Il produit des copies d'après ces artistes pour des collectionneurs napolitains et des marchands d'art flamands à Naples tels que Gaspar Roomer et Jan Vandeneyden. On estime qu'il est également actif en tant que marchand d'art, comme cela était courant chez les peintres napolitains de l'époque.
Vaccaro entre en deuxième mariage avec Anna Criscuolo, 24 ans, le 17 avril 1639. Un an plus tard, le 13 mars 1640, leur fils Tomaso Domenico Nicola est né. Le fils est connu plus tard comme le peintre Nicola Vaccaro. Il se lie d'amitié avec Bernardo Cavallino.

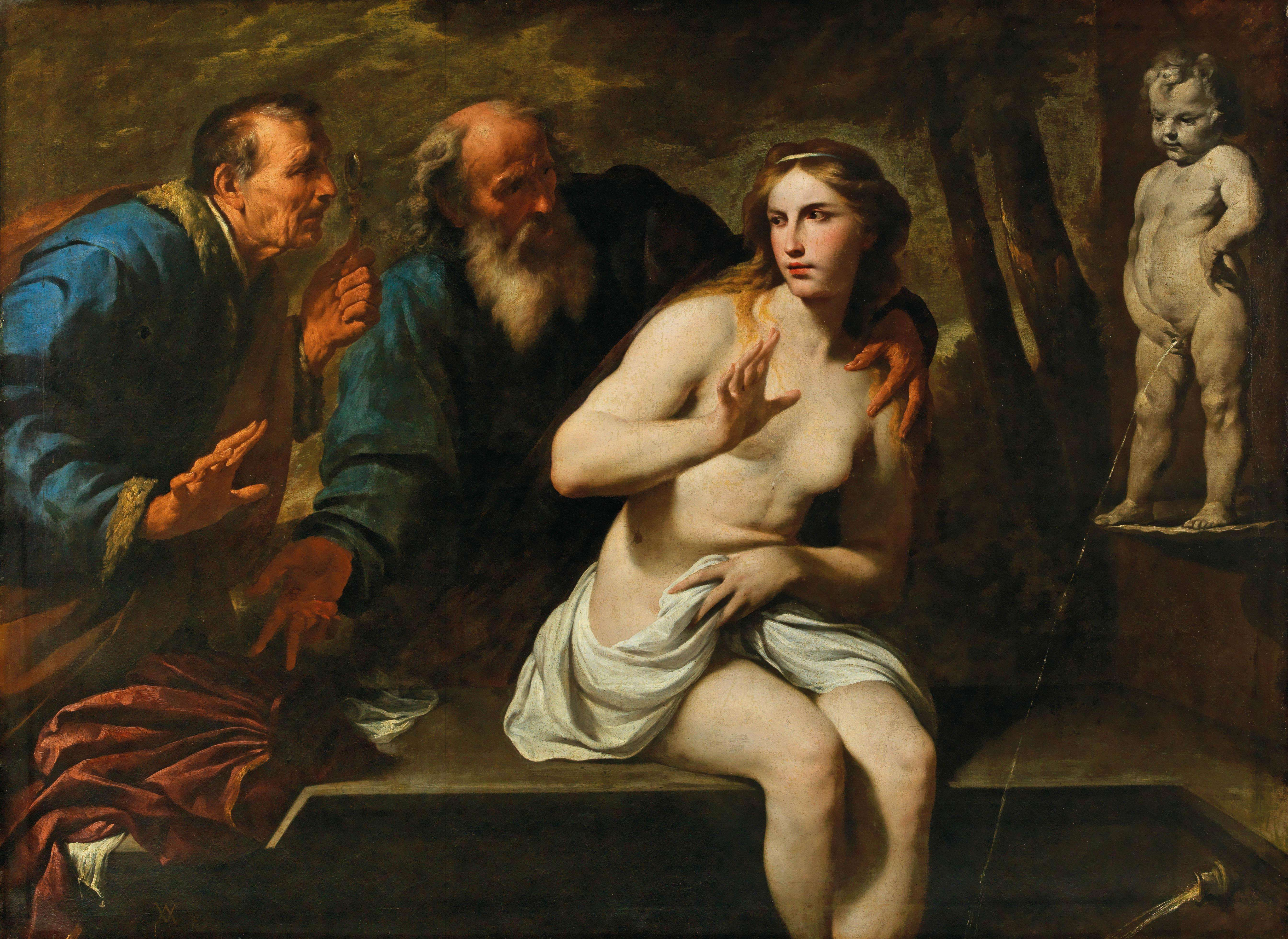
Suzanne et les vieillards (années 1650).

Vaccaro connaît un grand succès et presque toutes les collections de Naples comptent au moins une peinture de lui. Vaccaro a également des clients dans d'autres parties de l'Italie. À partir de 1635, il exporte des toiles religieuses en Espagne pour les ordres religieux et les nobles mécènes. Le vice-roi espagnol de Naples, Gaspar de Bracamonte, est aussi un de ses clients. En 1656, la peste dévaste Naples décimant la moitié de la population, dont les artistes Bernardo Cavallino et Massimo Stanzione avec lesquels Andrea Vaccaro avait été étroitement liés. Vacarro continue de recevoir de nombreuses commissions.
Giuseppe Fattoruso est un de ses élèves.

## Œuvres

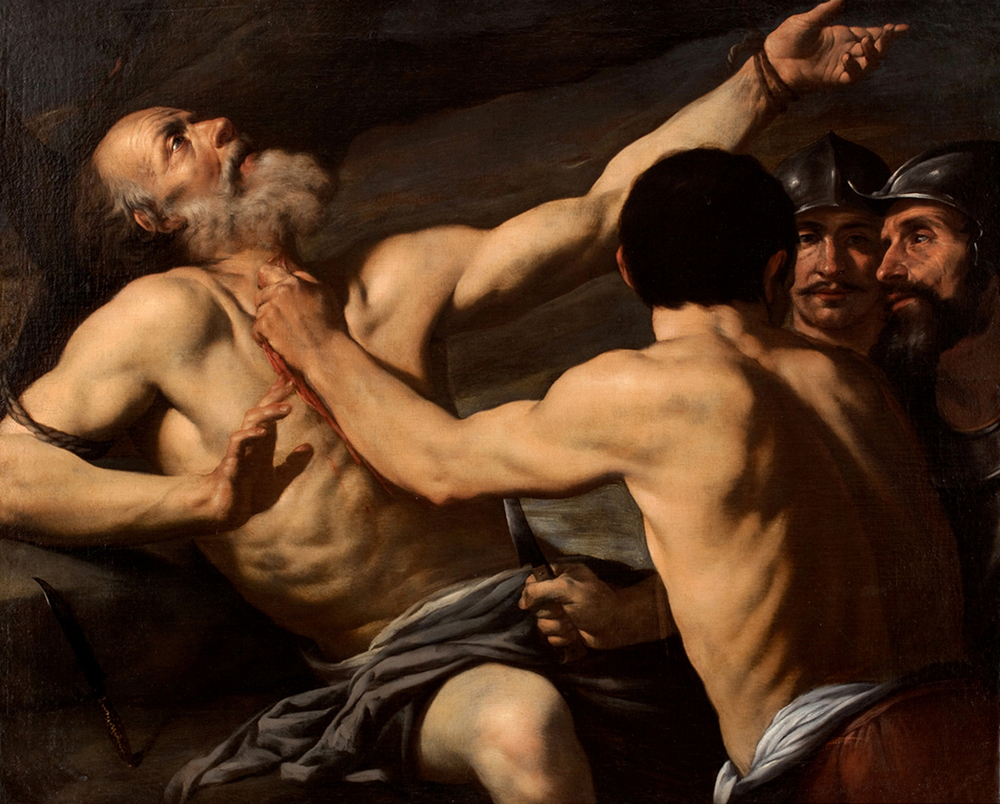
Le martyre de Saint-Barthélemy.

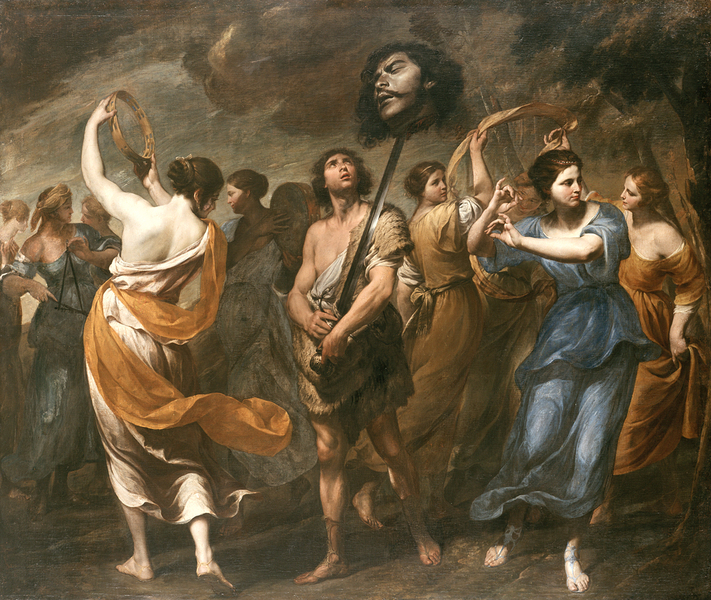
Le triomphe de David (vers 1645-1650).

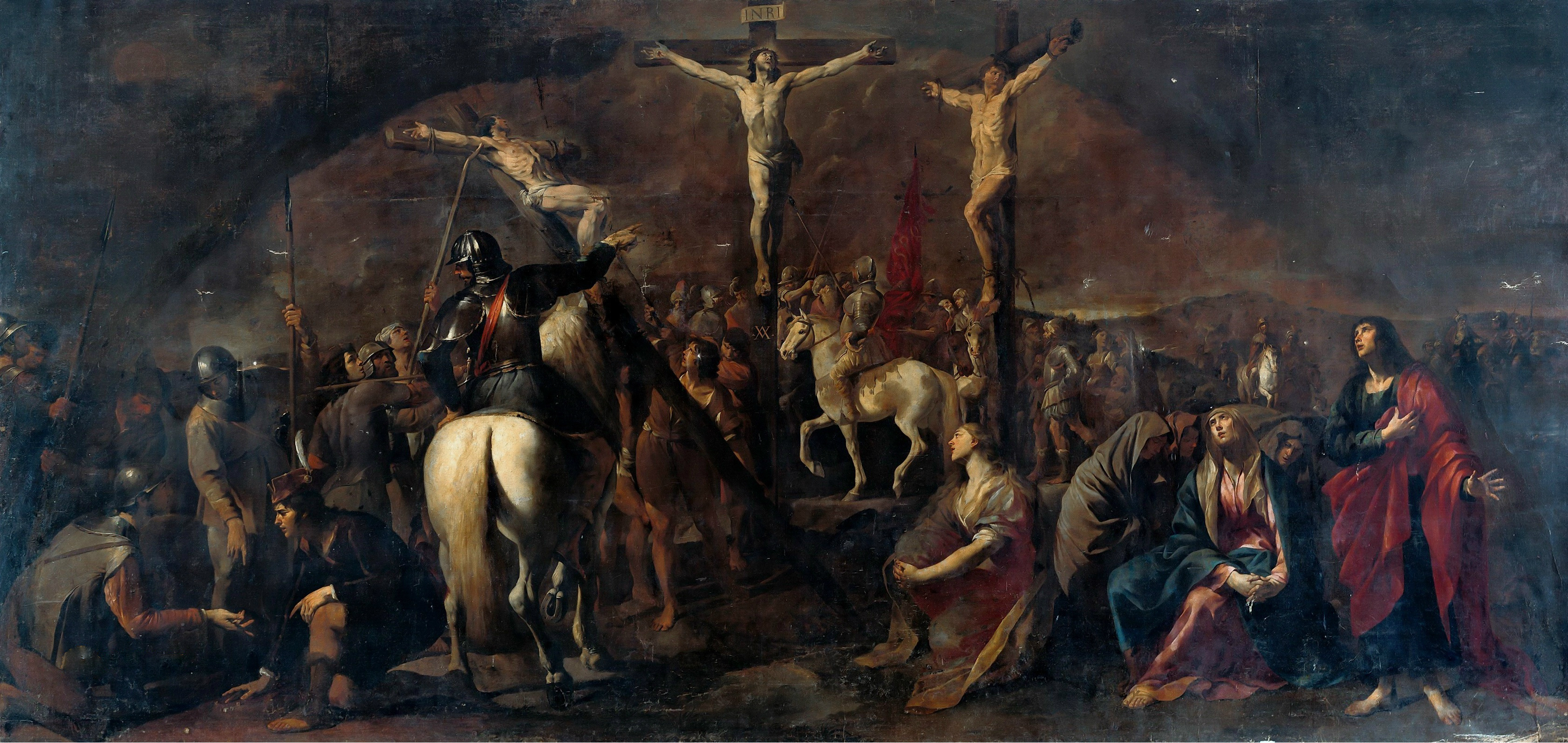
La crucifixion.

- David tenant la tête de Goliath, Florence
- Saint Sébastien, musée Capodimonte de Naples
- Sainte Catherine de Sienne, basilique Santa Maria della Sanità, Naples,
- Le Mariage mystique de sainte Catherine, basilique Santa Maria della Sanità, Naples.
- La Résurrection de Lazare (1640), Indianapolis Museum of Art
- Sainte Famille et Adoration des bergers, Kunsthistorisches Museum, Vienne
- La Conversion de la Marie-Madeleine, deux études pour Hercule et Omphale, musée du Louvre, Paris
- L'Enfant Jésus endormi, musée des beaux-arts de Chambéry
- Sainte Barbe, musée des beaux-arts, Rennes
- Le Martyre de sainte Agathe, vers 1635-1640, huile sur toile, 122 × 159 cm, musée Fabre, Montpellier,
- Madone à l'Enfant, saint Luc et sainte Anne, 1666, huile sur toile, église San Giovanni Battista delle Monache, Naples,
- La Sainte Vierge avec saint Antoine et saint Roch, huile sur toile, église San Potito, Naples
- La Sainte Famille, huile sur toile, église Sant'Antonio a Tarsia, Naples
- Sainte Marthe, huile sur toile, église Santa Marta, Naples
- Sainte Marie l'Égyptienne recevant la communion (1668), église Santa Maria Egiziaca a Forcella de Naples
- L'Archange Saint Michel terrassant l'ange déchu, Galerie Nationale de Prague, Palais Sternberg, Prague